# Ada o el ardor
Ada o el ardor (título original en inglés: Ada or Ardor: a Family Chronicle) es una novela de Vladímir Nabókov publicada en 1969. Posiblemente sea la más importante de sus obras, y desde luego es la que él personalmente prefería [cita requerida].
Comenzó a escribirla siendo ya un escritor famoso, esencialmente con la resaca del éxito mundial de Lolita, y fue la obra a la que más tiempo le dedicó. Comenzó a materializarse ya en 1959, mientras Lolita sorteaba la censura en lengua inglesa, si bien al principio Nabókov pensaba en dos proyectos distintos, provisionalmente titulados como The Texture of Time y Letters from Terra. En 1965 comenzó a asumir que entre ambas historias había bastante relación y finalmente se decidió por crear una única novela que escribió por completo entre febrero de 1966 y octubre de 1968. La primera versión inglesa apareció en Nueva York, publicada por McGraw-Hill, el uno de mayo de 1969 (una semana después del 70 cumpleaños de Nabókov) en una descuidada edición de 589 páginas. La primera versión castellana apareció en 1976 en la editorial Argos Vergara. La traducción es de David Molinet, pseudónimo de Juan Carlos García-Borrón.
El escritor declaró en numerosas ocasiones que le gustaría ser recordado por esta larga crónica que narra la vida de sus dos protagonistas. Efectivamente, la obra consiguió el apoyo entusiasta de la crítica y sigue siendo hoy día una de las favoritas de los profesionales de la literatura; sin embargo, para el gran público sigue siendo Lolita su obra más conocida y vendida.
Ada o el ardor refleja hasta el paroxismo la imaginación desbordada y el estilo rico y exuberante de Nabókov, cargado de figuras literarias, alusiones indirectas, juegos de palabras y referencias a menudo opacas incluso para el lector más atento. Ante ello, no pueden obviarse las propias afirmaciones del escritor: «El principal favor que le pido a la crítica seria es que sea lo bastante perspicaz como para entender que, con independencia del término o el tropo que use, mi intención no es ser jocosamente llamativo ni obscurecer de forma grotesca el texto, sino expresar lo que siento y pienso con la más extrema veracidad y percepción.»